# João José Baldi
João José Baldi (Lisboa, 1770 — Lisboa, 18 de maio de 1816), com o apelido frequentemente grafado Baldy, foi um músico e compositor, mestre da Capela Real e professor de música. Além de composições de música sacra, deixou modinhas portuguesas, árias italianas e peças para piano.

## Biografia
Era filho de Carlos Baldi, músico da capela real, e de Luiza Ignacia Baldi. Recebeu a sua principal instrução no Seminário Patriarcal de Lisboa, para onde entrou em 1781, contando apenas 11 anos de idade. O Seminário ganhara então grande importância, porque o seu professorado era competentíssimo e o mais distinto. Ali se viam, entre outros, João de Sousa Carvalho, Brás Francisco de Lima, Jerónimo Francisco de Lima, Camilo Cabral, José Joaquim dos Santos, contrapontista consumado, Leal Moreira e Marcos Portugal, que tão notável se tornou. A maior parte destes professores tinham estudado em Itália por conta das rendas patriarcais.
João Baldi revelou uma aptidão excepcional, que facilmente se desenvolveu. Em pouco tempo já era organista e pianista. Ainda tinha completado os 19 anos quando se estreou como compositor. No cartório da Sé de Lisboa existem as partituras de duas missas da sua autoria datadas de 1789. Neste ano foi nomeado mestre de capela na Sé da Guarda, e partiu para aquela cidade, onde se viveu até 1794, ano em que obteve transferência para a Sé de Faro.
Em 1800 fixou-se em Lisboa com o cargo de segundo mestre da Real Capela da Bemposta, sendo então primeiro mestre Luciano Xavier dos Santos, contrapontista e organista de reconhecido mérito. Em 1806, após o falecimento de Xavier dos Santos, João José Baldi foi nomeado para o substituir naquele lugar.
Em 1803 já tinha apresentado a sua composição mais considerável, uma «grande missa» dedicada a D. Tomé Xavier de Sousa Coutinho de Castelo Branco e Meneses, 13.º conde de Redondo e mais tarde 1.º marquês de Borba, obra que ficaria para posteridade conhecida pela «Missa do marquês de Borba». Quando esta composição apareceu, produziu grande efeito e tornando-se tão notável que era quase sempre escolhida para execução nas frequentes e pomposas festas religiosas que se realizavam em Lisboa. João Baldi ficou desde então considerado como um dos maiores compositores de música sacra do panorama musical português.
Ao longo da sua carreira, dedicava-se também às lições de canto e de piano, e escrevia para os discípulos modinhas portuguesas, árias italianas e peças para piano. Um «Jornal de modinhas novas dedicadas às senhoras», que em Lisboa se publicava em 1801, inseriu no seu n.º 11 uma «Modinha nova», de «Giovanni Giuseppe Baldi». Esta italianização do nome do autor era comum entre os discípulos do Seminário Patriarcal, como que para terem mais importância na opinião publica. As excepções foram José Marques e António José Soares, que nunca seguiram este antigo costume.
Por essa época também escrevia para os teatros da Rua dos Condes e Salitre. Em 1805 representou-se neste teatro um drama, para que João Baldi escreveu a música, o qual foi impresso nesse referido ano com o pomposo título de «Drama gratulatorio que no faustissimo natalicio do Principe Regente N. S. se ha de representar no theatro do Salitre, e o emprezario do mesmo theatro constitue humildemente aos pés de S. Alteza Real». 
João José Baldi foi depois nomeado mestre da Patriarcal e do Seminário, tornando-se nessa época o mais estimado e considerado rival de Marcos Portugal. Essa estima pública foi fortalecida pela circunstância de Marcos Portugal ter, em 1808, composto e ensaiado uma ópera, intitulada Demofoonte, sobre um libreto de Pietro Metastasio, por encomenda de Jean-Andoche Junot, o comandante das forças francesa que ocupavam Lisboa. Essa obra de Marcos Portugal foi apresentada a 15 de agosto, aniversário de Napoleão Bonaparte, numa récita de gala no Teatro de São Carlos, o que gerou grande descontentamento e acusações de colaboracionismo e traição. Este desprestígio de Marcos Portugal, gerou, por contraposição, grande simpatia por João José Baldi.
Após a expulsão das tropas francesas,  realizaram-se festejos patrióticos, que incluíram a apresentação no teatro da Rua dos Condes de um drama alegórico, de grande espectáculo, intitulado Ulysséa libertada cuja música foi escrita por Baldi. Em 1808 escreveu uma grande missa a cinco vozes e novena de Nossa Senhora do Resgate para se executar na ermida desta invocação próximo à igreja dos Anjos, em Lisboa. Nestas festas punham uma carruagem à porta da casa de sua residência, que era um palacete mesmo defronte da ermida, quando se realizavam as festividades, que ele sempre dirigia, com a sua casaca coberta de bordados a ouro, calção de veludo e meia de seda, como então usavam os mestres da capela real.
Quase todos os espectáculos de festas patrióticas que se organizaram para marcar o fim das invasões francesas foram abrilhantados com música composta por Baldi. Nos dias 12, 13 e 14 de agosto de 1810, a companhia do teatro da Rua dos Condes cantou no Teatro de São Carlos um Elogio com música de Baldi, para festejar o aniversário do príncipe regente de Inglaterra. Quando o exército de Massena abandonou Portugal, pondo termo à terceira e última invasão dos franceses, o Senado de Lisboa, em demonstração de regozijo, mandou celebrar na igreja da Sé uma pomposa missa solene e Te Deum, sendo Baldi quem compôs e dirigiu a música.
Nos seus últimos anos de vida, continuou a compor alternadamente para os teatros e para as igrejas. Na Biblioteca da Ajuda existem, autógrafas, algumas das partituras produzidas por Baldi para a Capela da Bemposta: uma Missa a quatro vozes, de 1801; Responsórios para as matinas de São Miguel, de 1806; um Te Deum, de 1808; Responsórios para as matinas do Coração de Jesus, de 1808; Responsórios para as matinas do Natal, de 1811. Sem indicação de data encontrara-se também as seguintes: Responsórios para as matinas da Conceição; Psalmos de vesporas; Symphonia para orchestra; e um Credo. No cartório do 3.º marquês de Borba, D. Fernando Luís de Sousa Coutinho, existiam muitas partituras, entre as quais se contava a grande missa, já mencionada, conhecida pela missa do marquês de Borba. Nos cartórios das Sés de Lisboa e de Évora há grande quantidade de música de Baldi, e nos livros de coro, existentes na Biblioteca de Mafra, entre muitas obras de diversos compositores, também se encontram uma missa e alguns salmos da sua autoria.
João José Baldi faleceu com apenas 46 anos incompletos de idade. Foi casado com Leocádia de Paola Baldi, de quem teve três filhos e uma filha: Carlos Frederico, João Plácido, José Maria e Maria José Baldi. O filho mais novo, José Maria Baldi, seguiu a carreira das armas, destacando-se durante a Guerra Civil Portuguesa e depois na política.